# 世界蜜蜂日

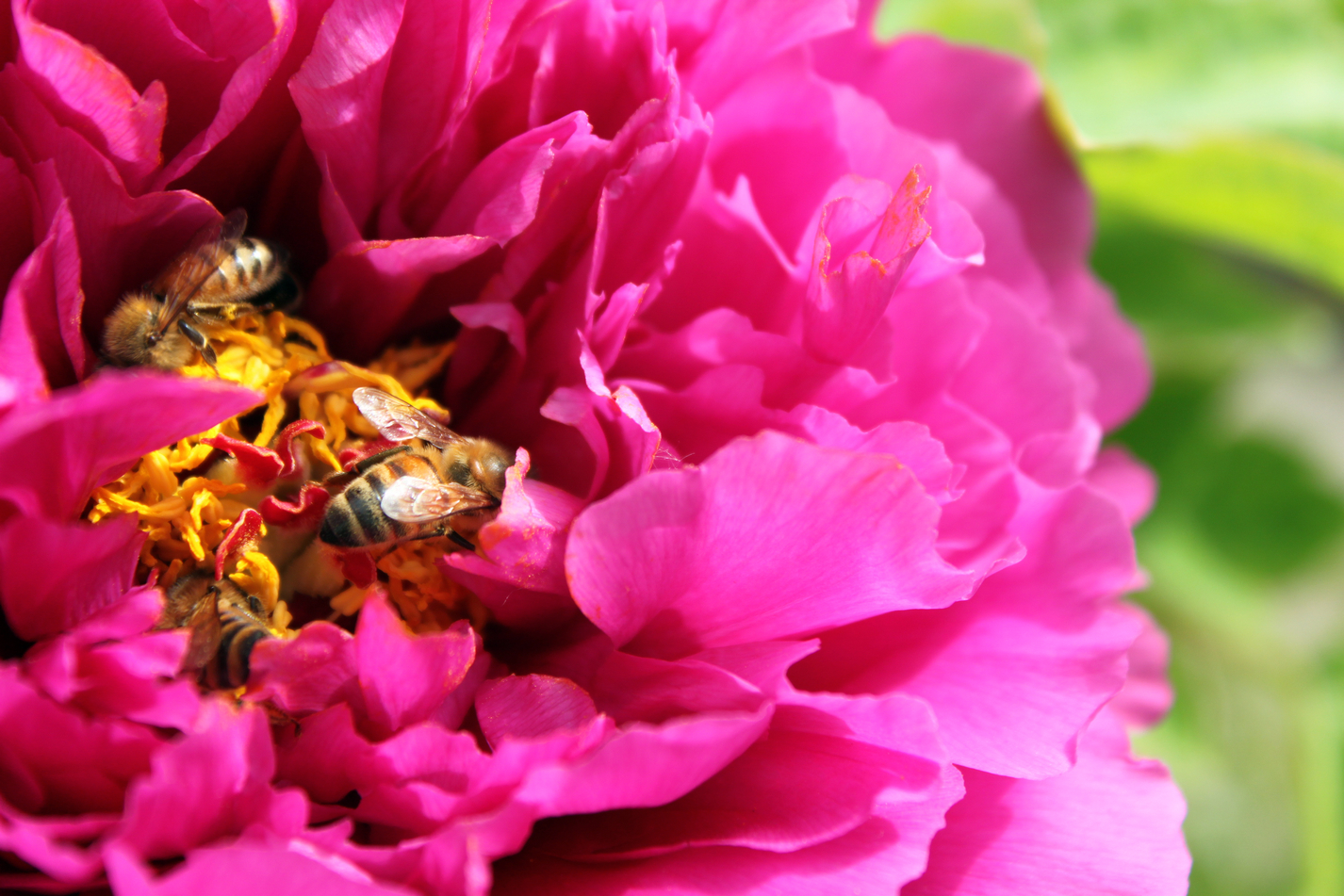
採食牡丹花蜜的蜜蜂

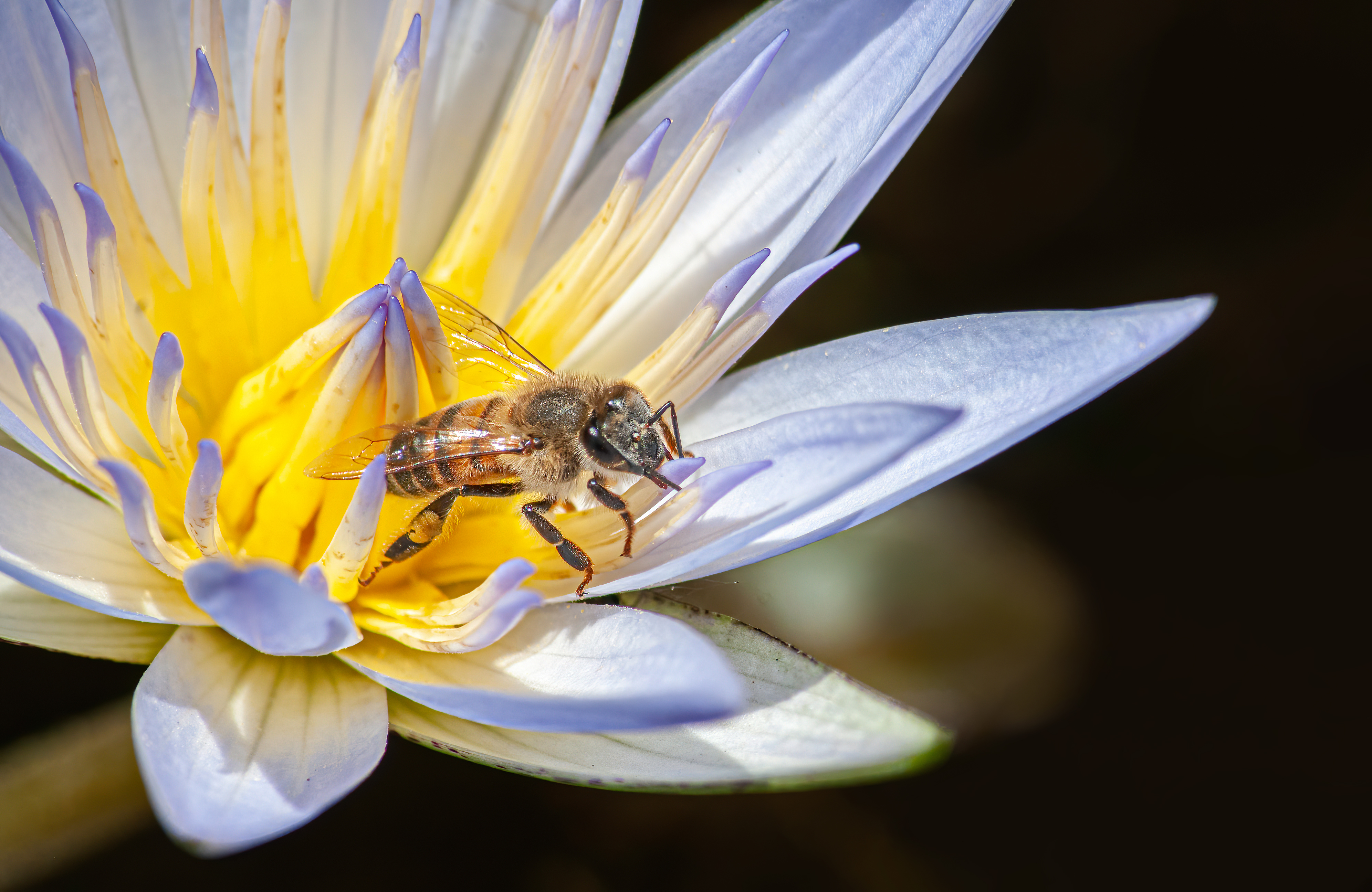
聖保羅植物園的東非蜂

世界蜜蜂日（英語：World Bee Day）是每年5月20日的世界主題日，以向大眾推廣蜜蜂作為包含多種糧食作物之授粉者，以及穩定生態系的重要性與不可取代性。

## 歷史
- 1734年5月20日，斯洛維尼亞養蜂先驅安東·楊沙出生。
- 2017年12月20日，聯合國接受斯洛維尼亞官方提議，將楊沙的誕辰日，每年5月20日訂為世界蜜蜂日[2]。

## 個別國家蜜蜂日
美國蜜蜂日：每年8月第三個週六
 日本蜜蜂日（ミツバチの日）：3月8日

## 來源
1. ↑  .   [2022-05-28]. （原始内容存档于2022-07-29）.
2. ↑  . 新华网. 2024-05-19  [2024-09-25]. （原始内容存档于2024-12-07） （中文）.
3. ↑  長野県地球温暖化防止活動推進センター. .